# Ronde van Italië 2016/Startlijst
Dit artikel beschrijft de startlijst van de 99e Ronde van Italië die op vrijdag 6 mei 2016 van start gaat in het Nederlandse Apeldoorn. In totaal doen er 22 ploegen mee aan de rittenkoers die op zondag 29 mei 2016 eindigt in de stad Turijn. Iedere ploeg moet negen wielrenners inschrijven voor de wedstrijd, wat het totaal aantal deelnemers op 198 brengt.

## Overzicht

### AG2R La Mondiale
| rugnummer | renner                 | prestaties deze ronde | opmerkingen        | eindklassering |
| --------- | ---------------------- | --------------------- | ------------------ | -------------- |
| 1         | Domenico Pozzovivo     |                       |                    | 20e            |
| 2         | Guillaume Bonnafond    |                       |                    | 54e            |
| 3         | Axel Domont            |                       |                    | 50e            |
| 4         | Hubert Dupont          |                       |                    | 11e            |
| 5         | Patrick Gretsch        |                       | Opgave: 13e etappe | DNF            |
| 6         | Hugo Houle             |                       |                    | 72e            |
| 7         | Blel Kadri             |                       |                    | 145e           |
| 8         | Matteo Montaguti       |                       |                    | 19e            |
| 9         | Jean-Christophe Péraud |                       | Opgave: 3e etappe  | DNF            |

### Astana Pro Team
| rugnummer | renner               | prestaties deze ronde                                   | opmerkingen        | eindklassering |
| --------- | -------------------- | ------------------------------------------------------- | ------------------ | -------------- |
| 11        | Vincenzo Nibali      | Winnaar: 19e etappe Drager roze trui: 20e en 21e etappe |                    | 1e             |
| 12        | Valerio Agnoli       |                                                         | Opgave: 12e etappe | DNF            |
| 13        | Eros Capecchi        |                                                         |                    | 81e            |
| 14        | Jakob Fuglsang       |                                                         |                    | 12e            |
| 15        | Tanel Kangert        |                                                         |                    | 23e            |
| 16        | Bachtijar Kozjatajev |                                                         |                    | 65e            |
| 17        | Davide Malacarne     |                                                         |                    | 47e            |
| 18        | Michele Scarponi     |                                                         |                    | 16e            |
| 19        | Andrej Zejts         |                                                         |                    | 33e            |

### Bardiani CSF
| rugnummer | renner                     | prestaties deze ronde | opmerkingen        | eindklassering |
| --------- | -------------------------- | --------------------- | ------------------ | -------------- |
| 21        | Stefano Pirazzi            |                       |                    | 18e            |
| 22        | Simone Andreetta           |                       |                    | 139e           |
| 23        | Paolo Simion               |                       |                    | 129e           |
| 24        | Nicola Boem                |                       |                    | 137e           |
| 25        | Francesco Manuel Bongiorno |                       |                    | 108e           |
| 26        | Giulio Ciccone             | Winnaar: 10e etappe   | Opgave: 19e etappe | DNF            |
| 27        | Sonny Colbrelli            |                       |                    | 94e            |
| 28        | Mirco Maestri              |                       |                    | 117e           |
| 29        | Nicola Ruffoni             |                       | Opgave: 13e etappe | DNF            |

### BMC Racing Team
| rugnummer | renner               | prestaties deze ronde | opmerkingen       | eindklassering |
| --------- | -------------------- | --------------------- | ----------------- | -------------- |
| 31        | Manuel Senni         |                       |                   | 76e            |
| 32        | Darwin Atapuma       |                       |                   | 9e             |
| 33        | Alessandro De Marchi |                       |                   | 93e            |
| 34        | Silvan Dillier       |                       | Opgave: 3e etappe | DNF            |
| 35        | Stefan Küng          |                       |                   | 60e            |
| 36        | Daniel Oss           |                       |                   | 110e           |
| 37        | Manuel Quinziato     |                       |                   | 115e           |
| 38        | Joey Rosskopf        |                       |                   | 84e            |
| 39        | Rick Zabel           |                       |                   | 138e           |

### Cannondale Pro Cycling Team
| rugnummer | renner               | prestaties deze ronde | opmerkingen | eindklassering |
| --------- | -------------------- | --------------------- | ----------- | -------------- |
| 41        | Rigoberto Urán       |                       |             | 7e             |
| 42        | André Cardoso        |                       |             | 14e            |
| 43        | Simon Clarke         |                       |             | 67e            |
| 44        | Joe Dombrowski       |                       |             | 34e            |
| 45        | Davide Formolo       |                       |             | 31e            |
| 46        | Moreno Moser         |                       |             | 41e            |
| 47        | Ramūnas Navardauskas |                       |             | 120e           |
| 48        | Alberto Bettiol      |                       |             | 85e            |
| 49        | Nathan Brown         |                       |             | 48e            |

### Dimension Data
| rugnummer | renner              | prestaties deze ronde         | opmerkingen       | eindklassering |
| --------- | ------------------- | ----------------------------- | ----------------- | -------------- |
| 51        | Igor Antón          |                               |                   | 28e            |
| 52        | Omar Fraile         | Drager blauwe trui: 2e etappe | Opgave: 5e etappe | DNF            |
| 53        | Songezo Jim         |                               |                   | 142e           |
| 54        | Merhawi Kudus       |                               |                   | 37e            |
| 55        | Kristian Sbaragli   |                               |                   | 92e            |
| 56        | Kanstantsin Siwtsow |                               |                   | 10e            |
| 57        | Jay Robert Thomson  |                               |                   | 147e           |
| 58        | Johann van Zyl      |                               |                   | DNF            |
| 59        | Jaco Venter         |                               |                   | 100e           |

### Etixx-Quick Step
| rugnummer | renner             | prestaties deze ronde | opmerkingen        | eindklassering |
| --------- | ------------------ | --- | ------------------ | -------------- |
| 61        | Bob Jungels        | Drager roze trui: 10e, 11e en 12e etappe Drager witte trui: 4e, 5e, 6e, 7e, 8e, 9e, 10e, 11e, 12e, 13e, 14e, 15e, 16e, 17e, 18e, 19e, 20e en 21e etappe |                    | 6e             |
| 62        | Gianluca Brambilla | Winnaar: 8e etappe Drager roze trui: 8e en 9e etappe |                    | 22e            |
| 63        | David de la Cruz   | | Opgave: 16e etappe | DNF            |
| 64        | Marcel Kittel      | Winnaar: 2e en 3e etappe Drager roze trui: 3e etappe Drager rode trui: 2e, 3e, 4e, 5e en 6e etappe                                                      | Opgave: 9e etappe  | DNF            |
| 65        | Fabio Sabatini     | | Opgave: 15e etappe | DNF            |
| 66        | Pieter Serry       | |                    | 70e            |
| 67        | Matteo Trentin     | Winnaar: 18e etappe |                    | 74e            |
| 68        | Carlos Verona      | |                    | 43e            |
| 69        | Łukasz Wiśniowski  | |                    | 136e           |

### FDJ
| rugnummer | renner              | prestaties deze ronde | opmerkingen        | eindklassering |
| --------- | ------------------- | --------------------- | ------------------ | -------------- |
| 71        | Arnaud Démare       |                       | Opgave: 14e etappe | DNF            |
| 72        | Arnaud Courteille   |                       |                    | 134e           |
| 73        | Mickaël Delage      |                       |                    | 146e           |
| 74        | Murilo Fischer      |                       |                    | 150e           |
| 75        | Alexandre Geniez    |                       | Opgave: 4e etappe  | DNF            |
| 76        | Ignatas Konovalovas |                       |                    | 132e           |
| 77        | Olivier Le Gac      |                       |                    | 131e           |
| 78        | Marc Sarreau        |                       | Opgave: 13e etappe | DNF            |
| 79        | Benoît Vaugrenard   |                       |                    | 90e            |

### Gazprom-RusVelo
| rugnummer | renner              | prestaties deze ronde | opmerkingen        | eindklassering |
| --------- | ------------------- | --------------------- | ------------------ | -------------- |
| 81        | Aleksandr Kolobnev  |                       |                    | 73e            |
| 82        | Aleksej Rybalkin    |                       |                    | 105e           |
| 83        | Artoer Jersjov      |                       | Opgave: 15e etappe | DNF            |
| 84        | Sergej Firsanov     |                       |                    | 30e            |
| 85        | Aleksandr Foliforov | Winnaar : 15e etappe  |                    | 45e            |
| 86        | Artjom Ovetsjkin    |                       |                    | 140e           |
| 87        | Ivan Savitski       |                       |                    | 103e           |
| 88        | Aleksandr Serov     |                       |                    | 126e           |
| 89        | Andrej Solomennikov |                       |                    | 125e           |

### IAM Cycling
| rugnummer | renner               | prestaties deze ronde | opmerkingen        | eindklassering |
| --------- | -------------------- | --------------------- | ------------------ | -------------- |
| 91        | Heinrich Haussler    |                       |                    | 98e            |
| 92        | Matthias Brändle     |                       | Opgave: 14e etappe | DNF            |
| 93        | Leigh Howard         |                       | Opgave: 15e etappe | DNF            |
| 94        | Roger Kluge          | Winnaar: 17e etappe   |                    | 135e           |
| 95        | Matteo Pelucchi      |                       | Opgave: 6e etappe  | DNF            |
| 96        | Stefan Denifl        |                       |                    | 52e            |
| 97        | Larry Warbasse       |                       | Opgave: 7e etappe  | DNF            |
| 98        | Marcel Wyss          |                       |                    | 40e            |
| 99        | Vegard Stake Laengen |                       |                    | 82e            |

### Lampre-Merida
| rugnummer | renner             | prestaties deze ronde     | opmerkingen        | eindklassering |
| --------- | ------------------ | ------------------------- | ------------------ | -------------- |
| 100       | Diego Ulissi       | Winnaar: 4e en 11e etappe |                    | 21e            |
| 101       | Valerio Conti      |                           |                    | 27e            |
| 102       | Roberto Ferrari    |                           |                    | 130e           |
| 103       | Ilja Kosjevoj      |                           |                    | 96e            |
| 104       | Sacha Modolo       |                           |                    | 83e            |
| 105       | Matej Mohorič      |                           |                    | 97e            |
| 106       | Manuele Mori       |                           |                    | 63e            |
| 107       | Przemysław Niemiec |                           | Opgave: 14e etappe | DNF            |
| 109       | Simone Petilli     |                           |                    | 77e            |

### Lotto Soudal
| rugnummer | renner           | prestaties deze ronde                                                              | opmerkingen        | eindklassering |
| --------- | ---------------- | ---------------------------------------------------------------------------------- | ------------------ | -------------- |
| 111       | Tim Wellens      | Winnaar: 6e etappe Drager blauwe trui: 7e, 8e en 9e etappe                         |                    | 95e            |
| 112       | Lars Bak         |                                                                                    | Opgave: 21e etappe | DNF            |
| 113       | Sean De Bie      |                                                                                    |                    | 107e           |
| 114       | André Greipel    | Winnaar: 5e, 7e en 12e etappe Drager rode trui: 7e, 8e, 9e, 10e, 11e en 12e etappe | Opgave: 13e etappe | DNF            |
| 115       | Adam Hansen      |                                                                                    |                    | 68e            |
| 116       | Pim Ligthart     |                                                                                    |                    | 124e           |
| 117       | Maxime Monfort   |                                                                                    |                    | 15e            |
| 118       | Jürgen Roelandts |                                                                                    | Opgave: 13e etappe | DNF            |
| 119       | Jelle Vanendert  |                                                                                    |                    | 91e            |

### Movistar Team
| rugnummer | renner             | prestaties deze ronde        | opmerkingen        | eindklassering |
| --------- | ------------------ | ---------------------------- | ------------------ | -------------- |
| 121       | Alejandro Valverde | Winnaar: 16e etappe          |                    | 3e             |
| 122       | Andrey Amador      | Drager roze trui: 13e etappe |                    | 8e             |
| 123       | Carlos Betancur    |                              |                    | DNF            |
| 124       | José Herrada       |                              |                    | 62e            |
| 125       | Javier Moreno      |                              | Opgave: 7e etappe  | DNF            |
| 126       | José Joaquín Rojas |                              |                    | 49e            |
| 127       | Rory Sutherland    |                              |                    | 79e            |
| 128       | Jasha Sütterlin    |                              | Opgave: 21e etappe | DNF            |
| 129       | Giovanni Visconti  |                              |                    | 13e            |

### Nippo-Vini Fantini
| rugnummer | renner               | prestaties deze ronde                                                                       | opmerkingen        | eindklassering |
| --------- | -------------------- | ------------------------------------------------------------------------------------------- | ------------------ | -------------- |
| 131       | Damiano Cunego       | Drager blauwe trui: 4e, 5e, 6e en 10e, 11e, 12e, 13e, 14e, 15e, 16e, 17e, 18e en 19e etappe |                    | 44e            |
| 132       | Giacomo Berlato      |                                                                                             | Opgave: 14e etappe | DNF            |
| 133       | Alessandro Bisolti   |                                                                                             |                    | 80e            |
| 134       | Grega Bole           |                                                                                             |                    | 133e           |
| 135       | Riccardo Stacchiotti |                                                                                             |                    | 153e           |
| 136       | Iuri Filosi          |                                                                                             | Opgave: 8e etappe  | DNF            |
| 137       | Eduard-Michael Grosu |                                                                                             |                    | 151e           |
| 138       | Genki Yamamoto       |                                                                                             |                    | 149e           |
| 139       | Gianfranco Zilioli   |                                                                                             |                    | 116e           |

### Orica GreenEDGE
| rugnummer | renner          | prestaties deze ronde                            | opmerkingen        | eindklassering |
| --------- | --------------- | ------------------------------------------------ | ------------------ | -------------- |
| 141       | Esteban Chaves  | Winnaar: 14e etappe Drager roze trui: 19e etappe |                    | 2e             |
| 142       | Sam Bewley      |                                                  |                    | 123e           |
| 143       | Caleb Ewan      |                                                  | Opgave: 13e etappe | DNF            |
| 144       | Michael Hepburn |                                                  |                    | 148e           |
| 145       | Damien Howson   |                                                  |                    | 53e            |
| 146       | Luka Mezgec     |                                                  | Opgave: 17e etappe | DNF            |
| 147       | Rubén Plaza     |                                                  |                    | 56e            |
| 148       | Svein Tuft      |                                                  |                    | 144e           |
| 149       | Amets Txurruka  |                                                  |                    | 55e            |

### Team Giant-Alpecin
| rugnummer | renner            | prestaties deze ronde                                                                            | opmerkingen        | eindklassering |
| --------- | ----------------- | ------------------------------------------------------------------------------------------------ | ------------------ | -------------- |
| 151       | Tom Dumoulin      | Winnaar: 1e etappe Drager roze trui: 1e, 2e, 4e, 5e, 6e en 7e etappe Drager rode trui: 1e etappe | Opgave: 11e etappe | DNF            |
| 152       | Nikias Arndt      | Winnaar: 21e etappe                                                                              |                    | 86e            |
| 153       | Bert De Backer    |                                                                                                  | Opgave: 14e etappe | DNF            |
| 154       | Chad Haga         |                                                                                                  |                    | 78e            |
| 155       | Ji Cheng          |                                                                                                  |                    | 152e           |
| 156       | Tobias Ludvigsson | Drager witte trui: 1e, 2e en 3e etappe                                                           |                    | 51e            |
| 157       | Georg Preidler    |                                                                                                  |                    | 26e            |
| 158       | Tom Stamsnijder   |                                                                                                  |                    | 141e           |
| 159       | Albert Timmer     |                                                                                                  |                    | 119e           |

### Team Katjoesja
| rugnummer | renner                 | prestaties deze ronde | opmerkingen        | eindklassering |
| --------- | ---------------------- | --------------------- | ------------------ | -------------- |
| 161       | Ilnoer Zakarin         |                       | Opgave: 19e etappe | DNF            |
| 162       | Maksim Belkov          |                       |                    | 114e           |
| 163       | Pavel Kotsjetkov       |                       |                    | 32e            |
| 164       | Vjatsjeslav Koeznetsov |                       |                    | 121e           |
| 165       | Anton Vorobjov         |                       |                    | 99e            |
| 166       | Aleksandr Porsev       |                       |                    | 143e           |
| 167       | Rein Taaramäe          | Winnaar: 20e etappe   |                    | 29e            |
| 168       | Jegor Silin            |                       |                    | 38e            |
| 169       | Aleksej Tsatevitsj     |                       | Opgave: 10e etappe | DNF            |

### Team LottoNL-Jumbo
| rugnummer | renner             | prestaties deze ronde                              | opmerkingen        | eindklassering |
| --------- | ------------------ | -------------------------------------------------- | ------------------ | -------------- |
| 171       | Steven Kruijswijk  | Drager roze trui: 14e, 15e, 16e, 17e en 18e etappe |                    | 4e             |
| 172       | Enrico Battaglin   |                                                    |                    | 42e            |
| 173       | Moreno Hofland     |                                                    | Opgave: 13e etappe | DNF            |
| 174       | Twan Castelijns    |                                                    |                    | 112e           |
| 175       | Martijn Keizer     |                                                    |                    | 101e           |
| 176       | Primož Roglič      | Winnaar: 9e etappe                                 |                    | 58e            |
| 177       | Bram Tankink       |                                                    |                    | 61e            |
| 178       | Maarten Tjallingii | Drager blauwe trui: 3e etappe                      |                    | 122e           |
| 179       | Jos van Emden      |                                                    |                    | 118e           |

### Team Sky
| rugnummer | renner          | prestaties deze ronde                                     | opmerkingen        | eindklassering |
| --------- | --------------- | --------------------------------------------------------- | ------------------ | -------------- |
| 181       | Mikel Landa     |                                                           | Opgave: 10e etappe | DNF            |
| 182       | Ian Boswell     |                                                           |                    | 71e            |
| 183       | Philip Deignan  |                                                           |                    | DNF            |
| 184       | Sebastián Henao |                                                           |                    | 17e            |
| 185       | Mikel Nieve     | Winnaar: 13e etappe Drager blauwe trui: 20e en 21e etappe |                    | 25e            |
| 186       | David López     |                                                           |                    | 69e            |
| 187       | Christian Knees |                                                           |                    | 66e            |
| 188       | Nicolas Roche   |                                                           |                    | 24e            |
| 189       | Elia Viviani    |                                                           | Opgave: 8e etappe  | DNF            |

### Tinkoff
| rugnummer | renner          | prestaties deze ronde | opmerkingen | eindklassering |
| --------- | --------------- | --------------------- | ----------- | -------------- |
| 191       | Rafał Majka     |                       |             | 5e             |
| 192       | Manuele Boaro   |                       |             | 46e            |
| 193       | Pavel Broett    |                       |             | 89e            |
| 194       | Jesús Hernández |                       |             | 59e            |
| 195       | Jay McCarthy    |                       |             | 87e            |
| 196       | Paweł Poljański |                       |             | 35e            |
| 197       | Ivan Rovny      |                       |             | 36e            |
| 198       | Jevgeni Petrov  |                       |             | 75e            |
| 199       | Matteo Tosatto  |                       |             | 106e           |

### Trek-Segafredo
| rugnummer | renner            | prestaties deze ronde                                                  | opmerkingen        | eindklassering |
| --------- | ----------------- | ---------------------------------------------------------------------- | ------------------ | -------------- |
| 201       | Ryder Hesjedal    |                                                                        | Opgave: 14e etappe | DNF            |
| 202       | Eugenio Alafaci   |                                                                        |                    | 104e           |
| 203       | Jack Bobridge     |                                                                        |                    | 154e           |
| 204       | Fabian Cancellara |                                                                        | Opgave: 10e etappe | DNF            |
| 205       | Marco Coledan     |                                                                        |                    | 127e           |
| 206       | Laurent Didier    |                                                                        |                    | 64e            |
| 207       | Giacomo Nizzolo   | Drager rode trui: 13e, 14e, 15e, 16e, 17e, 18e, 19e, 20e en 21e etappe |                    | 109e           |
| 208       | Boy van Poppel    |                                                                        | Opgave: 8e etappe  | DNF            |
| 209       | Riccardo Zoidl    |                                                                        |                    | 39e            |

### Wilier Triestina-Southeast
| rugnummer | renner             | prestaties deze ronde | opmerkingen        | eindklassering |
| --------- | ------------------ | --------------------- | ------------------ | -------------- |
| 211       | Filippo Pozzato    |                       |                    | 113e           |
| 212       | Julen Amezqueta    |                       |                    | 111e           |
| 213       | Manuel Belletti    |                       | Opgave: 18e etappe | DNF            |
| 214       | Liam Bertazzo      |                       | Opgave: 14e etappe | DNF            |
| 215       | Matteo Busato      |                       |                    | 57e            |
| 216       | Cristián Rodríguez |                       |                    | 102e           |
| 217       | Jakub Mareczko     |                       | Opgave: 5e etappe  | DNF            |
| 218       | Daniel Martínez    |                       |                    | 88e            |
| 219       | Eugert Zhupa       |                       |                    | 128e           |

## Deelnemers per land
| Deelnemers | Land |
| ---------- | --- |
| 53         | Italië |
| 20         | Rusland |
| 16         | Spanje |
| 12         | Frankrijk, Nederland                                                                                       |
| 10         | Australië                                                                                                  |
| 8          | Duitsland                                                                                                  |
| 7          | België |
| 6          | Colombia, Verenigde Staten                                                                                 |
| 4          | Oostenrijk, Polen, Slovenië, Zwitserland, Zuid-Afrika                                                      |
| 3          | Canada |
| 2          | Denemarken, Estland, Ierland, Kazachstan, Litouwen, Luxemburg, Wit-Rusland                                 |
| 1          | Albanië, Brazilië, China, Costa Rica, Eritrea, Japan, Nieuw-Zeeland, Noorwegen, Portugal, Roemenië, Zweden |

1e etappe ·
2e etappe ·
3e etappe ·
4e etappe ·
5e etappe ·
6e etappe ·
7e etappe ·
8e etappe ·
9e etappe ·
10e etappe ·
11e etappe ·
12e etappe ·
13e etappe ·
14e etappe ·
15e etappe ·
16e etappe ·
17e etappe ·
18e etappe ·
19e etappe ·
20e etappe ·
21e etappe
Startlijst · Eindstanden · Afbeeldingen